# Callopistria pulchrilinea
Callopistria pulchrilinea är en fjärilsart som beskrevs av Walker 1862. Callopistria pulchrilinea ingår i släktet Callopistria och familjen nattflyn. Inga underarter finns listade i Catalogue of Life.

## Bildgalleri

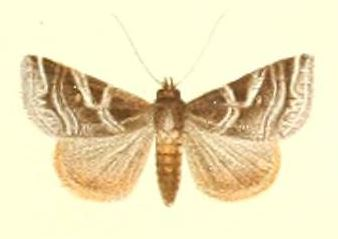